# 岡山郡
岡山郡（おかやまぐん）は、日本統治時代の台湾に存在した行政区画の一つであり、高雄州に属した。

## 概要
成立当時、岡山街、阿蓮庄、路竹庄、湖内庄、弥陀庄の5庄を管轄し、郡役所は岡山街に置かれた。終戦直前の郡域は現在の高雄市岡山区、橋頭区、燕巣区、田寮区、阿蓮区、路竹区、湖内区、茄萣区、弥陀区、永安区、梓官区に当たる。
1945年3月に重慶国民政府が策定した台湾接管計画綱要地方政制により郡域をもって淵亭県とする案があったが、政制の廃止により計画は消滅した。

## 歴史

### 沿革
- 1920年（大正9年） - 成立。
- 1924年（大正13年） - 高雄郡が廃止となり、高雄街が高雄市に昇格すると、左営庄、楠梓庄、燕巣庄が岡山郡へ編入となった。
- 1932年（昭和7年） - 田寮庄が旗山郡より編入となった。
- 1940年（昭和15年） - 左営庄が廃庄となり、高雄市へ編入された。
- 1944年（昭和19年） - 楠梓庄が廃庄となり、高雄市、岡山街、燕巣庄へ編入された。

## 歴代首長

### 郡守
- 高畠怡三郎[1]
- 城戸彦市[2]
- 柴田虎狼[3]
- 藤田淳教[4]：1928年10月[5] -
- 豊澤勇治[6]：1931年5月[7] -
- 島浦精一[8]
- 飯島稔[9]：1936年1月-1937年11月。
- 五野静輝[10]：1937年11月-1939年7月。
- 波多野勇[11]：1939年7月-1942年7月。
- 佐川義勇[12]：1942年4月[13] -